# Leroy Lita
Leroy Halirou Bohari Lita, född 28 december 1984 i Kinshasa, är en kongolesisk-född engelsk fotbollsspelare som spelar för Swansea City. Han har tidigare spelat Englands U21-landslag.